# Lhota (Kelet-prágai járás)
Lhota település Csehországban, a Kelet-prágai járásban. Lhota Brandýs nad Labem-Stará Boleslav, Dřísy, Borek, Křenek, Hlavenec és Sudovo Hlavno településekkel határos. Lakosainak száma 506 fő (2024. január 1.).

## Népesség
A település lakosságának változását az alábbi diagram mutatja:
| Lakosok száma | 301  | 356  | 355  | 420  | 397  | 311  | 455  | 480  | 479  | 506  |
|               | 1869 | 1890 | 1921 | 1950 | 1980 | 2001 | 2017 | 2019 | 2022 | 2024 |